# Lajos Barta

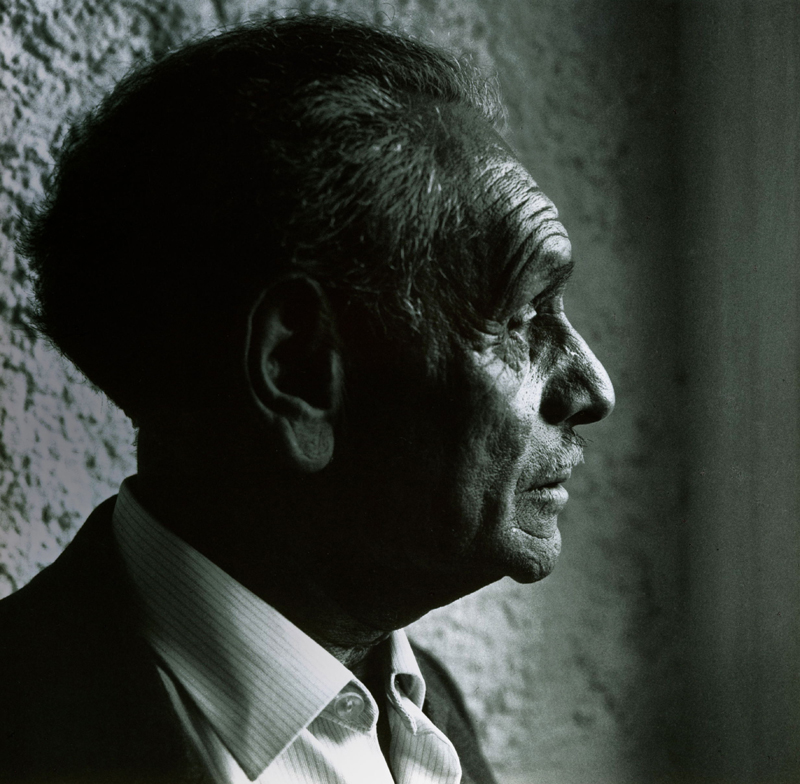
Lajos Barta (1966)

Lajos Barta [ˈlɒjoʃ ˈbɒrtɒ] (* 9. März 1899 in Budapest; † 13. Mai 1986 in Köln) war ein ungarischer Bildhauer.

## Leben
Schon als Kind fiel Barta durch seine besondere zeichnerische Begabung auf. Als Fünfzehnjähriger besuchte er die Kunstgewerbeschule in Budapest und erhielt ab etwa 1915 Privatunterricht bei dem Bildhauer Eduardo Telcs. Ab etwa 1916 schlossen sich Lehr- und Wanderjahre im heutigen Rumänien und der Slowakei an. Nach dem Krieg verbrachte Lajos mit seinem Bruder István (einem Maler) längere Studienreisen und Aufenthalte in Wien, Mailand und Paris. Von 1927 bis 1938 arbeitete Lajos Barta wieder in Budapest und lernte dort 1932 den Maler Endre Rozsda kennen, mit dem ihn eine lebenslange, enge private und künstlerische Partnerschaft verband. Erste Judengesetze in Ungarn und der Anschluss Österreichs an das Deutsche Reich waren 1938 Anlass für die Freunde, das Land zu verlassen und in Paris im XIV. Bezirk ein Atelier anzumieten. Noch im selben Jahr stellte Barta im Salon d’Automne aus. In den folgenden Jahren verfolgten beide Künstler die aktuellen Kunstströmungen und wurden vom Surrealismus beeinflusst. Barta interessierte sich auch für die Ideen der Gruppe Abstraction-Création, die sich bereits vor seiner Ankunft in Paris aufgelöst hatte. Mit dem Einmarsch der Wehrmacht in Paris war das Leben für Juden zunehmend unsicherer geworden. Daher gaben die Künstlerfreunde das Atelier auf, gingen in den Untergrund und kehrten mit gefälschten Papieren im Februar 1943 über Berlin und Wien nach Budapest zurück.
1943 in Budapest gelang Barta der Schritt in die Abstraktion. Erste ungegenständliche Zeichnungen und Gipse behandelten das Thema der Balance und das Spiel mit dem Gleichgewicht. Kurz nach dem Einmarsch deutscher Truppen in Budapest im März 1944 musste Barta den gelben Judenstern tragen und entging nur knapp einem Transport in die Vernichtung.
Nach Kriegsende wurde Barta Gründungsmitglied der Európai Iskola, der Europäischen Schule, die den Versuch unternahm, den 1919 gerissenen Faden der progressiven Kunst in Ungarn wieder aufzunehmen. Ziel war es, den Begriff „Europa“, der 1945 auch geistig in Trümmern lag, wieder aufzurichten. Die Gruppe veranstaltete insgesamt 38 Ausstellungen, darunter vier, an denen Barta teilnahm. Die V. und XV. Ausstellung in den Jahren 1946 bzw. 1948 war exklusiv den Künstlern Rozsda und Barta gewidmet. Spätestens 1948 zählte Barta zu den führenden abstrakten Bildhauern in Ungarn. Unter dem Druck kommunistischer Kräfte löste sich die Europäische Schule 1948 auf.
1949 wurde zu einem Epochejahr für Barta. Das intensive Ausloten der Gestaltungsmöglichkeiten, die die Abstraktion eröffnet hatte, war in einen reifen Personalstil gemündet. Doch mit Gründung der Volksrepublik Ungarn im selben Jahr wurde abstrakte Kunst als formalistisch abgewertet und war unerwünscht. Barta geriet in Schwierigkeiten, musste um seine Existenz bangen und unterbrach seine Arbeit als Bildhauer. Um seinen Lebensunterhalt zu sichern, schuf er ein Modell für einen Wettbewerb für ein Stalin-Denkmal und reichte es ein, ohne für den Wettbewerb eingeladen worden zu sein. Damit signalisierte er öffentlich seine Bereitschaft, sich als Künstler in den Dienst von Partei und Gesellschaft zu stellen und somit auch im Stil des Sozialistischen Realismus zu arbeiten. Sein Wettbewerbsentwurf wurde angenommen. Dennoch hielt Barta an seiner Überzeugung eines freien Künstler fest, wählte als Zeichner den Weg in die innere Emigration und führte sein abstraktes Schaffen unbeirrt fort.
Unmittelbar nach dem Ungarischen Aufstand Ende 1956 nahm Barta auch als abstrakter Plastiker seine Arbeit wieder auf und konnte in kurzer Zeit ein breites ungegenständliches Œuvre entfalten. Bis 1958 war ein beachtlicher Teil seines plastischen Lebenswerks ausgeformt. Ab etwa 1959 bewarb er sich in staatlichen Wettbewerben darum, seine Werke vergrößern zu können. Vier seiner Modelle wurden angenommen und konnten bis 1961/62 realisiert werden: in Budapest, Siófok und Pécs. Dennoch musste Barta feststellen, dass der abstrakten Kunst in Ungarn die Anerkennung versagt blieb. Daran änderte auch der Ankauf eines seiner Hauptwerke 1963 durch die Ungarische Nationalgalerie nichts. 1964 wurden große Schwierigkeiten bei der Realisierung der Spielplatz-Plastik „Drei Pferdchen“ hingegen zu einem unmissverständlichen Hinweis. Später im selben Jahr gab wohl ein hemmungsloser Verriss seiner Ausstellung in Kecskemét den ernsten Anlass dazu, den Entschluss zu fassen, die Heimat für immer zu verlassen.
Vom Herbst 1965 an arbeitete Barta als Gast der „arts and music GmbH“ im Bahnhof Rolandseck bei Bonn. Vom 28. März bis 30. April 1966 hatte er dort im großen Saal im Obergeschoss bereits eine Ausstellung mit seinen Plastiken und Zeichnungen aus den Jahren 1956 bis 1966. 1967 zog er nach Köln, wo er – unterbrochen von häufigen Aufenthalten in Paris (1970–1974) – bis zu seinem Tod lebte. In Köln schloss er sich der Freimaurerloge Zum ewigen Dom an. Große Anerkennung brachte ihm 1970 die Museumsausstellung im Bonner Akademischen Kunstmuseum ein. Sie führte im Jahr darauf zur Einweihung der Plastik „Schwingende“ im Bonner Stadtgarten am Alten Zoll. In den folgenden fünfzehn Jahren nahm Barta im Rheinland immer wieder an Wettbewerben teil und erhielt eine ganze Reihe erster Preise. So konnten wichtige Arbeiten aus den 1950er und 1960er Jahren vergrößert und für den öffentlichen Raum realisiert werden. Diese freiplastischen Großformate bilden heute das öffentlich zugängige künstlerische Vermächtnis Bartas im Rheinland.
Im September 1982 traf Lajos Barta den bekannten ungarischen Fotografen André Kertész, der sich zur photokina und seiner Einzelausstellung in der Kölner Galerie Wilde eine Woche in Köln aufhielt. Bei dem Besuch im Atelier Barta und anderen Treffen konnten beide sich in ihrer Muttersprache unterhalten.

## Galerie

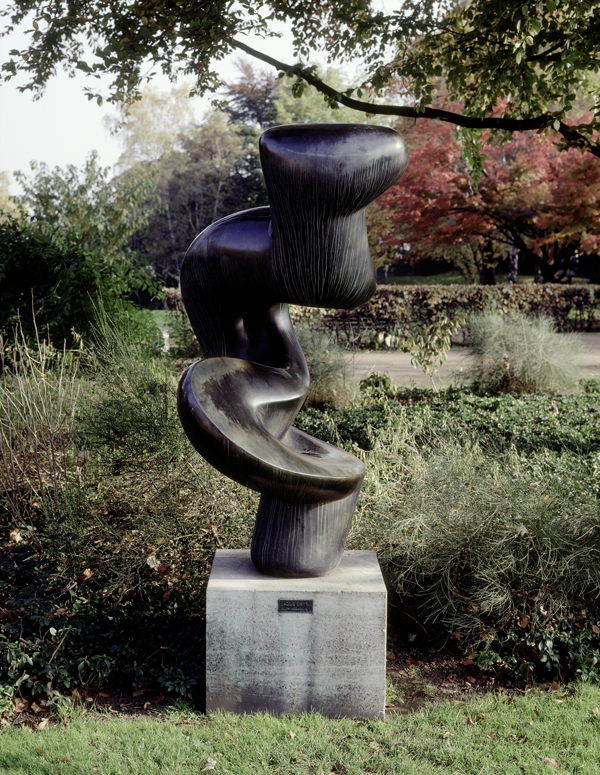
Die Schwingende (1957), seit 1971 im Bonner Stadtgarten am Alten Zoll
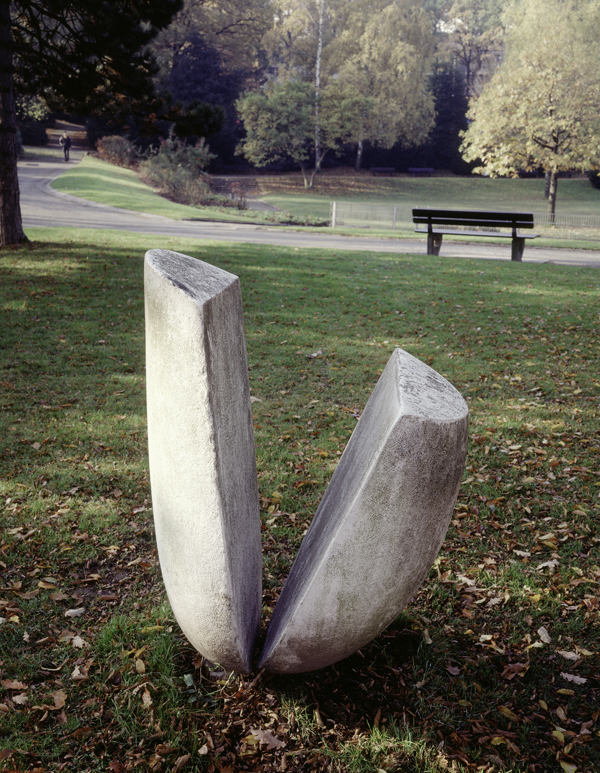
Couple (1957), seit 1970 in Bonn und seit 1981 in Wuppertal
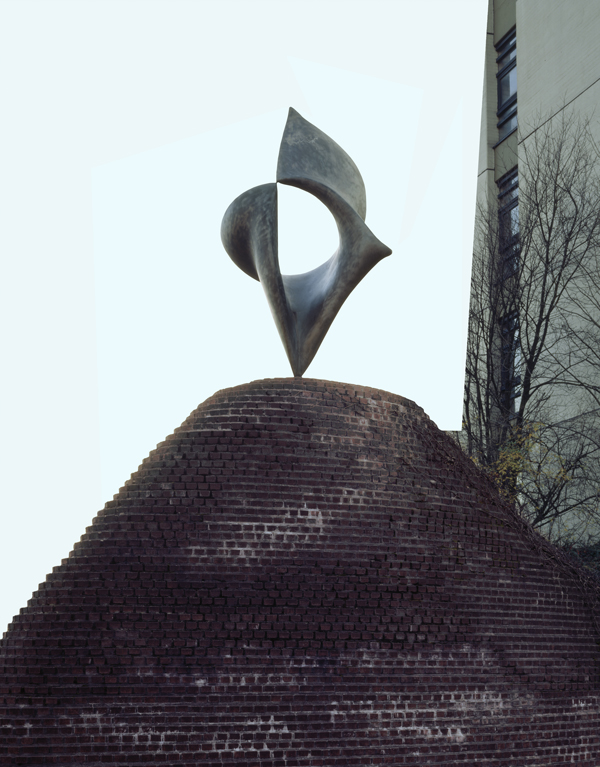
Frühling (1958), seit 1982 an der Universität Siegen
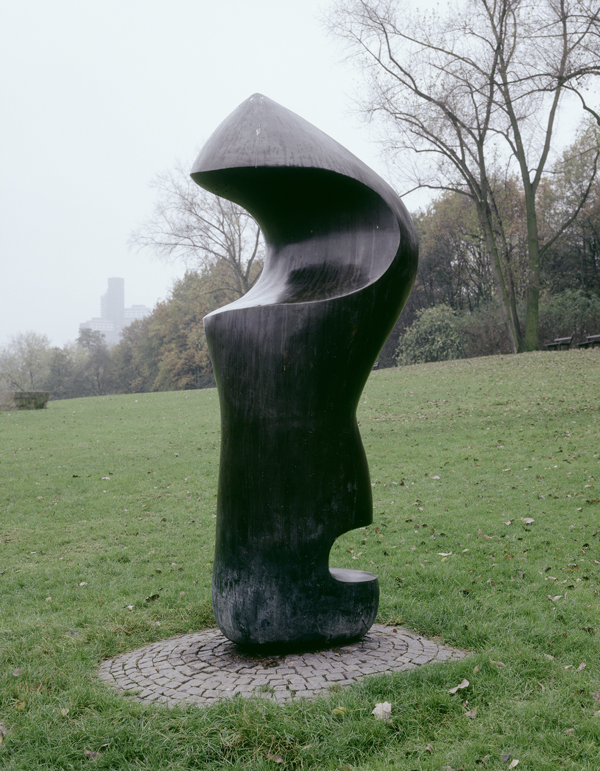
Uralte Form (1966), seit 1985 im Hiroshima-Nagasaki-Park, Köln